# Eupetersia wissmanni
Eupetersia wissmanni är en biart som beskrevs av Blüthgen 1928. Eupetersia wissmanni ingår i släktet Eupetersia och familjen vägbin. Inga underarter finns listade i Catalogue of Life.